# Daúde I de Canem
Daúde I (m. 1376/1377) foi um maí (rei) do Império de Canem da dinastia sefaua e governou de 1366 a 1377.

## Vida
Daúde era filho de Ibraim I (r. 1296–1315) e neto de Bir II (r. 1277–1296). Sucede seu irmão Idris I (r. 1366–1377). Talvez deu prosseguimento à política de Idris e tentou recuperar a influência sobre a região a leste de Canem ou ao menos conter o avanço dos bulalas, que provavelmente passaram a intervir no interior do Canem após a eclosão da guerra civil entre Daúde e seus sobrinhos pelo controle do país e o subsequente enfraquecimento da dinastia sefaua. A guerra contra os bulalas eclodiu em 1376/1377 e ele caiu na expedição contra o maleque (rei) Abedal Jalil; Amade ibne Furtua propôs que foi sob ele que os sefauas migraram ao Bornu. Ao morrer foi sucedido pelo filho Otomão I (r. 1377–1379); era ainda pai de Abacar I (r. 1381–1382), Otomão III (r. 1421–1422) e Saíde I (r. 1387–1388).